# Basco (copricapo)
Il basco è un copricapo di panno, sfornito di falde e visiera. Realizzato solitamente in maglia di lana, oppure in feltro. È usualmente associato all'abbigliamento militare, poiché è in questo campo che viene soprattutto utilizzato.

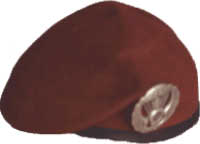
Il basco amaranto della Brigata Folgore.

## Origine
Il basco divenne popolare tra i contadini dei Paesi Baschi, regione da cui, in italiano, ha preso tale nome, ed in cui è il copricapo tradizionale nazionale. In Italia, sino al secondo dopoguerra, era comunissimo come copricapo della classe operaia.

## Uso militare
Nel vestiario militare fu utilizzato per la prima volta dagli Chasseurs Alpins francesi, costituiti nel 1888. In Spagna tuttavia già dalla prima metà dell'800, il basco rosso era il segno distintivo delle milizie Requeté ovvero i sostenitori di Carlo di Borbone durante le Guerre Carliste che, a causa del loro copricapo, erano noti anche come boinas rojas.
Divenne comune il suo utilizzo durante la guerra civile spagnola, quando i Carlisti ripresero le armi e con il loro caratteristico basco rosso combatterono al fianco dei nazionalisti di Franco contro i repubblicani, che tempo dopo addirittura copiarono il basco e lo aggiunsero nel loro vestiario.
Durante la seconda guerra mondiale venne utilizzato da varie brigate Italiane (la più famosa è la brigata dei paracadutisti Folgore) operanti in Africa.
Dopo l'8 settembre 1943, i partigiani continuarono ad indossare il basco dell'esercito.
Altre truppe Italiane collaborazioniste del tedesco invasore che indossavano il basco durante la seconda guerra mondiale erano: la Xª Flottiglia MAS di Junio Valerio Borghese, i Battaglioni delle Brigate Nere, la Guardia Nazionale Repubblicana, e la SAF (Servizio Ausiliario Femminile).
Oggi questo copricapo, per la sua praticità, è in uso presso la quasi totalità degli eserciti regolari.

### Caratteristiche e fortuna
Viene fabbricato con panno di diversi colori per identificare le unità militari che lo adottano, solitamente è sormontato da un fregio in metallo o in panno ricamato. Spesso viene leggermente calcato in cima al capo, e schiacciato solo da un lato, a destra, fino quasi ad arrivare a contatto con l'orecchio.
L'economicità della sua produzione, la possibilità di differenziazione dei colori e la praticità di utilizzo hanno concorso al suo grande successo in ambito militare. Può essere arrotolato e infiliato in una tasca o sotto i tubolari della spalla senza subire danni.

## Presso le Forze Armate

### Afghanistan
Il basco è indossato prevalentemente da ufficiali e sottufficiali anziani.
 Generico esercito
 Commandos
 Forze Speciali
 Polizia

### Algeria
Commandos Paracadutisti

### Angola
Generico esercito
 Paracadutisti
Commandos
 Marina e Fanteria di marina
 Aeronautica

### Argentina
Generico esercito
 Commandos dell'esercito e della marina, Truppe da giungla
 Carristi e Fanteria meccanizzata
Paracadutisti
 Fanteria elitrasportata
 Cacciatori di montagna
 Aviazione dell'esercito
 Sommozzatori dell'esercito e della marina
 Fanteria di marina
 Commandos dell'aeronautica
 Gendarmeria nazionale
 Istituto antartico argentino

### Armenia
Vengono utilizzati baschi di taglio russo piegati verso destra nell'impiego operativo, e verso sinistra in occasione di parate, cerimonie etc.
 Paracadutisti
Truppe del Ministero dell'interno
 Truppe speciali del Ministero dell'interno
 Guardie di confine

### Australia
Fanteria
 Truppe corazzate
 Paracadutisti
 Commandos
 Forze Speciali
 Aviazione dell'esercito
 Polizia militare
 Sanità militare
 Marina Militare
 Aeronautica Militare (Guardie aeroportuali)

### Austria

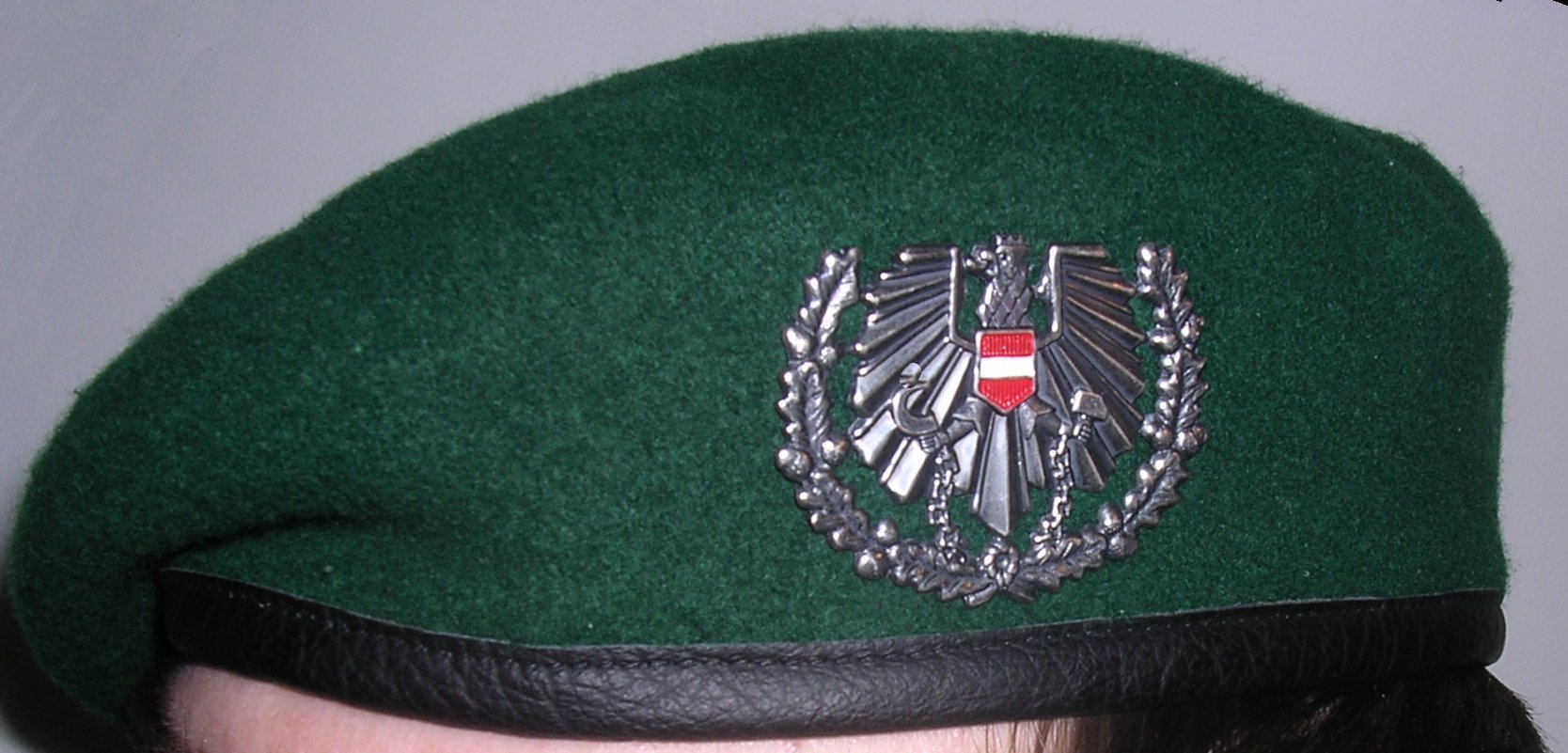
Basco verde della fanteria austriaca

Fanteria
 Forze speciali
 Paracadutisti
 Fanteria meccanizzata, Artiglieria, Truppe da ricognizione
 Guardia d'onore
 Polizia militare
 Centro sportivo dell'Esercito
 Trasmissioni
 Difesa NBC
 Unità logistiche

### Azerbaigian
Unità speciali della Polizia
 Divisione mobile delle Guardie di Confine
 Divisione mobile della Guardia Nazionale
 Forze speciali

### Bahrain
Generico esercito e marina
 Generico aeronautica
 Polizia militare
 Forze speciali
 Guardia reale
 Guardia Nazionale
 Forze di pubblica sicurezza
 Guardia costiera

### Bangladesh
Generico esercito e marina
 Fanteria
 Truppe corazzate
 Sanità militare
 Polizia militare
 Commandos
 Genio e Servizi

### Belgio
Paracadutisti
 Commandos
 Cacciatori delle Ardenne
 Fanteria e Cacciatori
 Artiglieria
  Unità logistiche ed Amministrative
  Genio e Trasmissioni
 Polizia militare
 Aviazione
 Marina
 Sanità militare (interforze)

### Benin
Generico esercito
 Truppe corazzate
 Paracadutisti
 Gendarmeria

### Bolivia
Paracadutisti e Truppe corazzate
Commandos
 Forze speciali
 Truppe da montagna
 Genio
 Aeronautica

### Brasile
Generico esercito
 Forze speciali (BOPE)
 Truppe corazzate, Fanteria meccanizzata, Polizia militare
 Scuole militari inferiori
 Scuole militari superiori
 Truppe da montagna
 Truppe elitrasportate
 Truppe da giungla
 Paracadutisti
 Aviazione dell'esercito

### Bulgaria
Generico esercito, Unità antiterrorismo
 Paracadutisti, Forze speciali dell'esercito
 Gendarmeria, Forze speciali della marina
 Polizia militare

### Cambogia
Paracadutisti
 Polizia militare

### Camerun
Paracadutisti
 Truppe anfibie, Battaglione d'intervento rapido
 Fucilieri dell'aeronautica
 Fanteria di marina
 Guardia presidenziale

### Canada
Generico esercito
 Truppe corazzate, Marina
 Aeronautica
 Polizia militare
 Paracadutisti
 Unità di soccorso
 Forze speciali

### Cile
Paracadutisti, Commandos e Forze speciali (esercito ed aeronautica)
 Truppe corazzate
 Truppe da montagna, Sommozzatori della marina, Commandos della marina
 Aeronautica

### Cina
Dal 5 maggio 2005 l'esercito cinese ha adottato, per l'intero organico, il basco.
 Generico esercito
 Aeronautica
 Generico marina, Polizia
 Fanteria di Marina
 Corpo speciale della polizia provinciale femminile

### Città del Vaticano
Guardia Svizzera Pontificia

### Colombia
Fanteria di marina, Istruttori truppe corazzate
 Truppe da controguerriglia
 Truppe elitrasportate, Forze speciali
 Unità antiterrorismo
 Unità contro il narcotraffico
 Istruttori di paracadutismo

### Corea del Sud
Il basco è indossato dai membri dell'Esercito della Repubblica di Corea e da alcune unità d'élite delle Forze armate della Corea del Sud, tra cui:
- Nero – Army Comando di guerra speciale dell'esercito (con finiture gialle), Corpo di addestramento ufficiali riservisti, KATUSA (Ausiliari coreani dell'esercito degli Stati Uniti)
- Verde scuro – Esercito
- Blu scuro – Polizia militare della forza aerea
- Rosso – Squadra di controllo di combattimento della Forza aerea (CCT)
- Amaranto – Squadra di salvataggio aereo della forza aerea (SART)
- Verde – Forza di ricognizione del Corpo dei Marines Corpo dei Marines (unità corazzate)
- Grigio – Squadra UDT/SEAL della Marina (Flottiglia speciale navale di guerra)
- Mimetica – Esercito (unità corazzate)
- Marrone rossiccio – Aviazione dell'esercito
- Blu Nazioni Unite – Pacificatori delle Nazioni Unite

A parte queste unità, varie unità segrete di comando (maggiormente sciolte a metà degli anni '90, tra cui l'"Unità 684" che divenne infame per il suo ammutinamento) formate per infiltrarsi in Corea del Nord durante la Guerra fredda indossarono dei baschi neri ornati con i distintivi delle rispettive singole unità. Gli ufficiali ausiliari coreani che servono nell'8ª Armata degli Stati Uniti (KATUSA) indossano i baschi neri e le uniformi americane in quanto sudetto copricapo divenne il copricapo standard dell'Esercito degli Stati Uniti nel 2001.

### Croazia
Guardia presidenziale; 2ºBn.Mot. della Brigata Motorizzata
 Forze speciali; 2ºBn.Mecc. della Brigata Motorizzata
 Polizia militare; 1ºBn.Mecc. e Bn.Carri della Brigata Meccanizzata; 1ºBn.Mecc. e 1ºBn.Mot. della Brigata Motorizzata
 2ºBn.Mecc.della Brigata Meccanizzata
 Marina militare

### Danimarca
Generico esercito
 Genio, Intelligence, Milizia territoriale
 Forze speciali
 Polizia militare
 Trasmissioni e Marina
 Aeronautica

### Egitto
Paracadutisti
 Truppe corazzate
 Guardia presidenziale e Fanteria
 Artiglieria
 Polizia militare
 Genio

### Eritrea

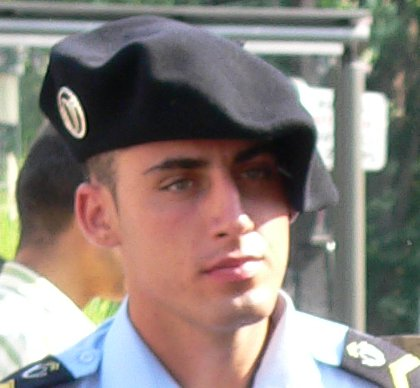
Tradizionale basco dei Chasseurs Alpins francesi

Esercito
 Aeronautica
 Marina
 Guardie di confine

### Francia
Gli Chasseurs Alpins francesi furono i primi, già dalla loro formazione, nel 1888, ad adottare il basco, ripreso dalla tradizione basca pirenaica. Tuttora questo corpo porta lo stesso tradizionale modello, differente da quelli moderni. Tra la prima guerra mondiale, quando fu adottato dalle truppe corazzate, e gli anni '60, quasi tutti i corpi delle forze armate francesi si munirono di tale copricapo. Esso viene indossato piegandolo a sinistra, con l'insegna in alto sopra la tempia destra.
Legione straniera, Incursori
Chasseurs Alpins, Truppe di montagna, Esercito
 Paracadutisti
 Aeronautica militare, Troupes de marine
Aviazione leggera dell'esercito

### Germania

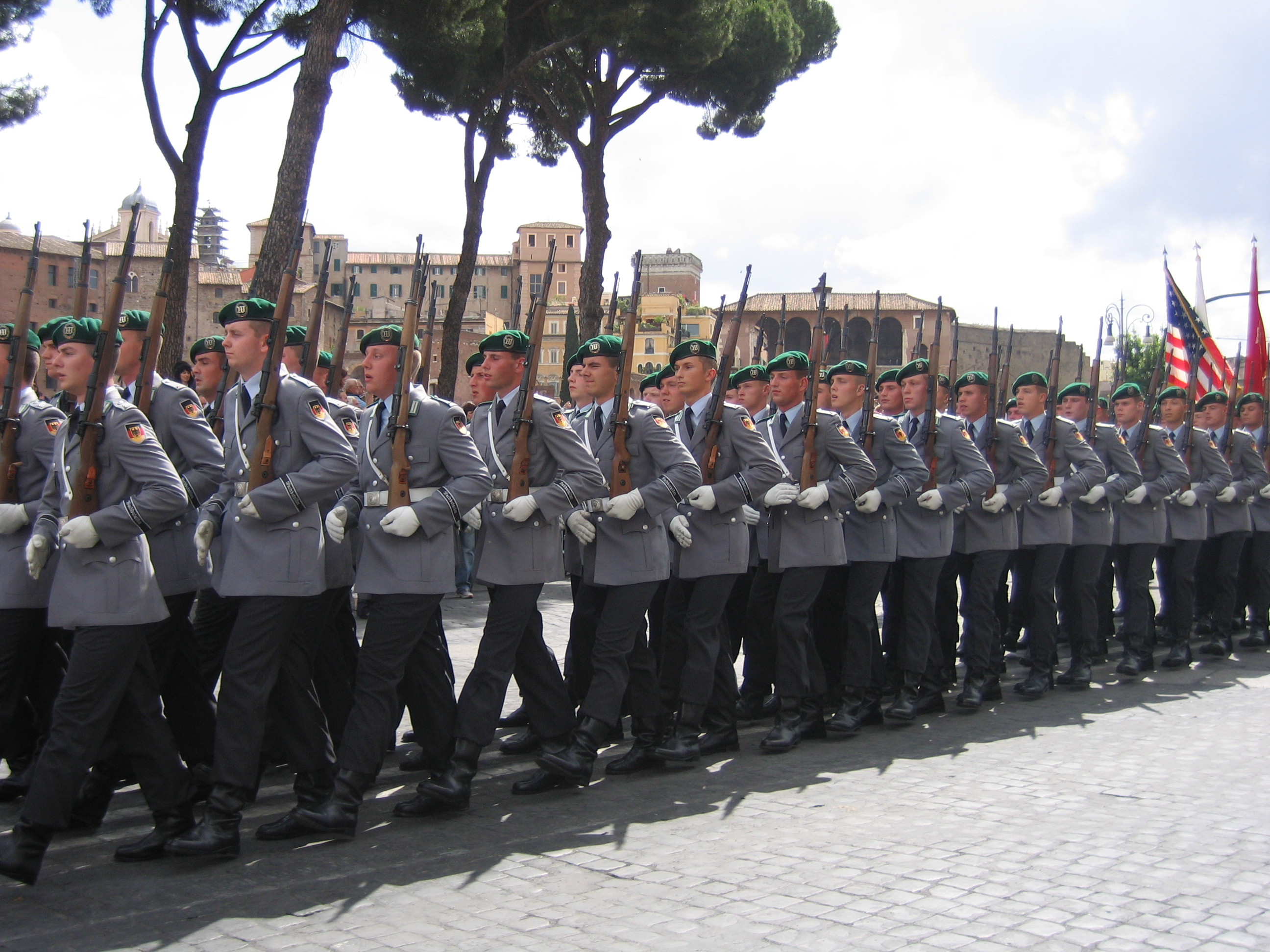
Militari del Battaglione Guardie dell'Esercito Tedesco con il basco verde della fanteria.

Artiglieria, Genio, Trasmissioni, Trasporti e Materiali, Polizia Militare, Banda dell'Esercito
 Paracadutisti, Aviazione leggera dell'esercito
 Granatieri, Cacciatori, Banda Centrale dell'Esercito, Fanteria della Guardia rappresentativo
 Brigata tedesco-francesi, I. Korps, (Korps tedesco-olandese)
 Sanità e Veterinari
 Truppe corazzate

### Giappone
Tutti i membri delle Forze terrestri di autodifesa giapponesi sono autorizzati a indossare dei baschi di lana, noti come ベレー帽" (ベレーボウ o bereebou), come copricapo opzionale per uniformi formali, di servizio e da parata dal 1992. Tuttavia, il basco è considerato come un copricapo formale speciale, indossato in eventi di pubbliche relazioni o parate. Un distintivo ricamato a filo d'oro rappresentante lo stemma delle Forze terrestri di autodifesa, simile a quello presente sui cappelli a visiera, è affisso sulla parte frontale del basco. I baschi in precedenza erano grigioverdi, ma con l'introduzione dell'uniforme Type 18, vennero usati i baschi neri.
Il personale delle forze terrestri di autodifesa giapponesi nelle missioni delle Nazioni Unite indossano un basco blu con l'emblema delle Nazioni Unite affisso sulla parte frontale.

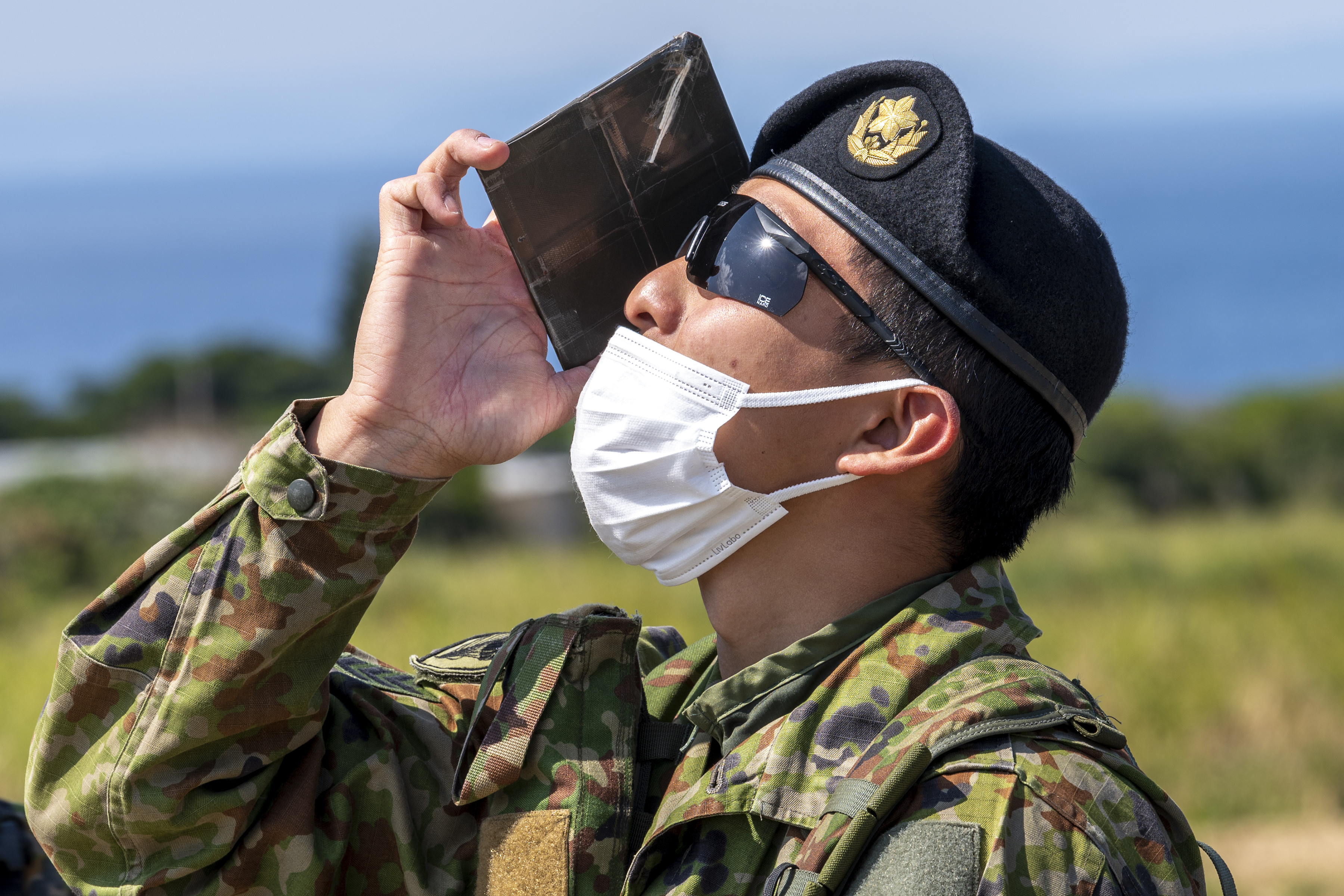
Un paracadutista della 1ª brigata paracadutisti con il basco nero delle Forze terrestri di autodifesa giapponesi.

Forze terrestri di autodifesa (1992-2018)
 Forze terrestri di autodifesa (2018-attuale)

### Israele
Le Forze Armate Israeliane indossano il basco, usualmente, solo in occasioni speciali, come apparizioni formali, decorazioni, parate e processi presso la corte marziale.
  Aeronautica Militare
 Paracadutisti
 Brigata Golani
 Brigata Nahal
 Brigata Givati
  Polizia Militare
  Truppe corazzate
 Artiglieria
 Genio Militare
   Corpo Generali
 Intelligence militare
  Marina Militare
  Polizia di Frontiera

### Italia
Durante la Guerra civile spagnola (1936-1939) il personale del Corpo truppe volontarie italiano fece un uso generalizzato del basco blu.
 (blu notte): Corpo truppe volontarie (1936-1939)
La Regia Marina introdusse l'uso del basco grigioverde e cachi per le uniformi tropicali; per le uniformi di marcia del battaglione (poi Reggimento) "San Marco" già dal 1936, seguita nel 1942 dal Regio Esercito per le unità di paracadutisti e sabotatori.
 (grigioverde):
- Regia Marina (1936-1943)
- Battaglione "San Marco" (1936-1943)
- paracadutisti e sabotatori del Regio Esercito (1942-1943)

 (cachi):
- Regia Marina in zone tropicali (1936-1943)
- Battaglione "San Marco" in zone tropicali (1936-1943)
- paracadutisti e sabotatori del Regio Esercito in zone tropicali (1942-1943)

Anche la Regia Aeronautica fece lo stesso per le proprie unità di paracadutisti e fanti dell'aria, ma in colore azzurro aeronautica.
 (azzurro aeronautica): per i paracadutisti e fanti dell'aria della Regia Aeronautica (1942-1945)
Dopo l'Armistizio dell'8 settembre 1943 proseguì l'uso dei baschi per le unità di paracadutisti ed arditi del Regio Esercito (in colore cachi, dopo che furono riequipaggiati con uniformi britanniche), e per la fanteria della Regia Marina (in colore blu-nero).
 (cachi): per i paracadutisti e gli arditi del Regio Esercito (1943-1945)
 (blu-nero): per i fanti di marina della Regia Marina (1943-1945)

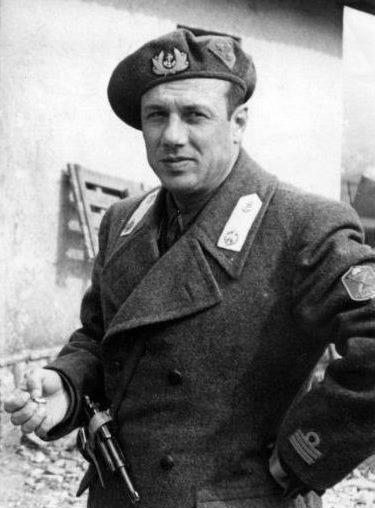
Junio Valerio Borghese in divisa della X MAS a Nettuno nel 1944

Anche tra le forze della Repubblica Sociale Italiana proseguì l'uso dei baschi:
 (grigioverde) (1943-1945):  o
 (azzurro aeronautica): per i paracadutisti (1943-1945)
 (grigioverde): per la fanteria di marina (1943-1945)
 (blu navy): per la marina ed alcune unità della Guardia Nazionale Repubblicana (1943-1945)
 (nero): per le Brigate Nere (1943-1945)
Dopo la guerra il basco fu adottato ufficialmente dal 1948 (anche se tra il 1946 ed il 1948, in continuità con i Gruppi di Combattimento, alcune specialità continuarono a portarlo), era prerogativa dei reggimenti inquadrati nella Divisione di fanteria "Folgore", per i R.E.D. (reparti esploranti divisionali) e per il Centro di Paracadutismo Militare, che lo avevano cachi, e per i Lagunari e i reparti Corazzati, che lo portavano nero.
 (cachi):
- Divisione di fanteria "Folgore" (1948-1959)
- R.E.D. (Reparti Esploranti Divisionali) (1948-...)
- Centro di Paracadutismo Militare (1948-1959)

 (nero):
- Lagunari (1948- 2011)
- reparti Corazzati (1948-oggi)

Subentrò, nel suo uso estensivo presso le Forze Armate, alla bustina nel 1965, in colore cachi, mentre le unità corazzate mantennero il colore nero come identificativo della specialità.
 (cachi): per le Forze Armate Italiane (1965-1981)
 (nero): per i reparti Corazzati (1965-oggi)
Dalla riforma delle forze armate del 1976 il colore nero sarà esteso ai reparti meccanizzati.
 (nero): per i reparti Meccanizzati (1976-oggi)
Il colore nero verrà adottato per tutto l'esercito, abbandonando il cachi, nel 1981.
 (nero): per l'Esercito Italiano (1981-oggi)
Per i reparti paracadutisti il basco fu cachi dal 1948 al 1959, quando ne venne adottato uno color grigioverde con tradizionale giro di bitta (un occhiello di tessuto sulla sommità del basco), nel 1968 questo venne sostituito dal basco color amaranto, ancora oggi in uso.
 (cachi): per i paracadutisti (1948-1959)
 (grigioverde): per i paracadutisti (1959-1968)
 (amaranto): per i paracadutisti (1968-oggi)
Fu prescritto nel 1968 il suo uso regolamentare all'Arma dei Carabinieri: «Viene calzato con l'alluda orizzontale e la parte superiore inclinata a destra; ha il fregio applicato sulla regione temporale sinistra; è privo di gradi».
L'unico corpo dell'Esercito Italiano a non indossare il basco è quello degli alpini.

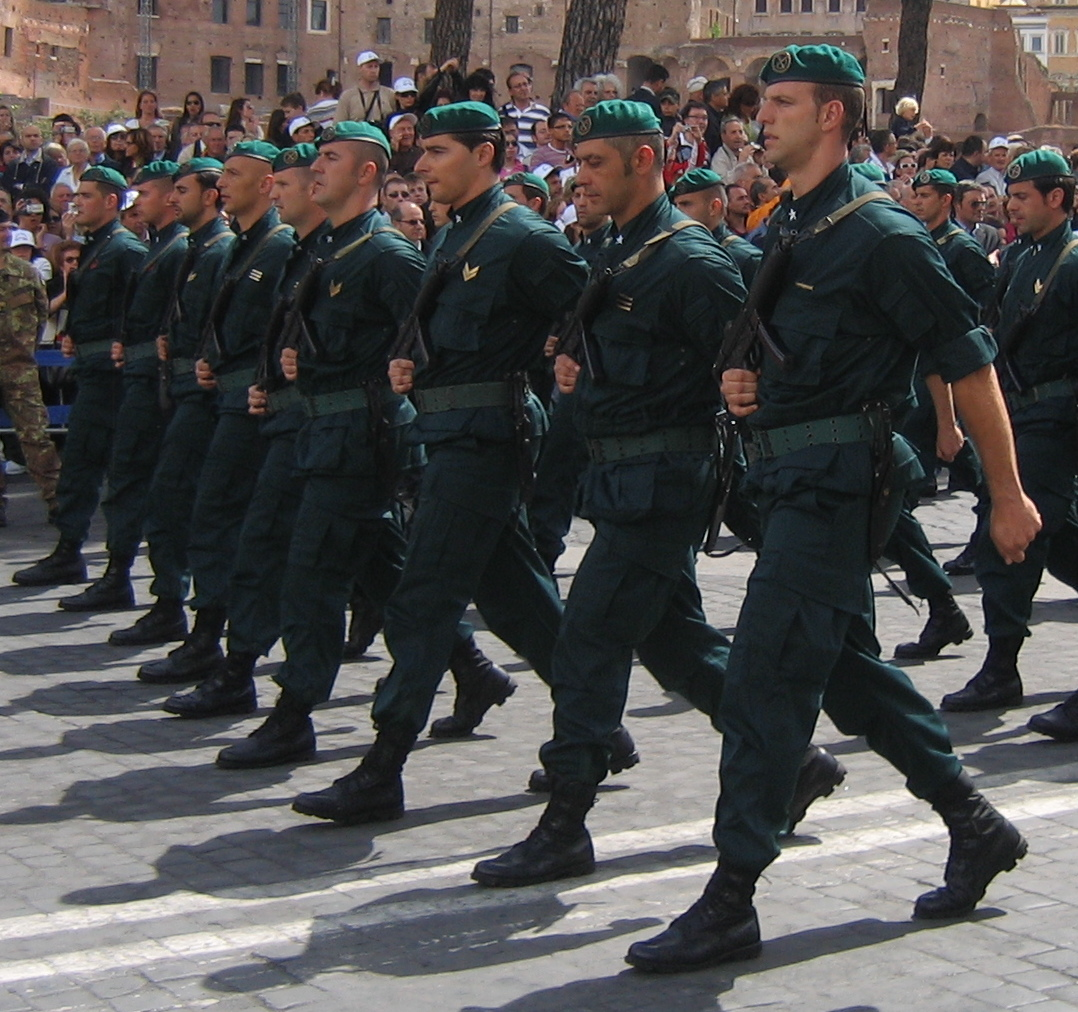
Militari del COMSUBIN in parata. Si tratta di operatori del Gruppo Operativo Incursori, identificabili dal basco verde

#### Esercito Italiano
(nero):
- Arma di Fanteria (1981-oggi)
- Arma di Cavalleria  (1981-oggi)
- Arma di Artiglieria (1981-oggi)
- Arma del Genio (1981-oggi)
- Arma delle Trasmissioni (1981-oggi)
- Arma dei Trasporti e Materiali (1981-oggi)
- Corpo degli Ingegneri dell'Esercito (1981-oggi)
- Corpo Sanitario dell'Esercito Italiano (1981-oggi)
- Corpo di Commissariato dell'Esercito italiano (1981-oggi)
- Reparti Autonomi (1981-oggi)
- Scuole Superiori Militari, Scuola Sottufficiali, Accademia Militare (1981-oggi)
- Banda Musicale dell'Esercito Italiano (1981-oggi)

 (amaranto):
- Brigata Paracadutisti "Folgore" (1968-oggi)
- Artiglieria, Genio, Trasmissioni e Servizi delle Truppe Paracadutiste (1968-oggi)
- 3º Reggimento Cavalleria Paracadutista "Savoia Cavalleria" (2013-oggi)

 (grigioverde):
- 9º Reggimento d'Assalto Paracadutisti "Col Moschin" (2019-oggi) 4º Reggimento alpini paracadutisti (2024)

 (verde laguna):
- Reggimento Lagunari "Serenissima" (2011-oggi)

 (azzurro "Aves"):
- Aviazione dell'Esercito (AV.ES.) (1971-oggi)
- Brigata Aeromobile "Friuli" (Fanteria aeromobile) (2000-oggi)

 (grigio chiaro):
- 9° Reggimento Sicurezza Cibernetica "Rombo" (Sicurezza cibernetica) (2024-oggi)

#### Marina Militare
(grigio verde):
- Brigata Marina "San Marco" (Fanteria di Marina) (2023-oggi)

 (verde marino):
- Arditi ed Incursori del G.O.I. - Gruppo Operativo Incursori del COMSUBIN Raggruppamento Subacquei e Incursori "Teseo Tesei"

 (blu reale):
- Palombari del G.O.S. - Gruppo Operativo Subacquei del COMSUBIN Raggruppamento Subacquei e Incursori "Teseo Tesei"

 (blu-navy):
- Servizio ordinario della Marina Militare

 (amaranto):
- Servizio Difesa Installazioni (S.D.I.) (1999-2006)

 (blu-nero):
- Brigata Marina "San Marco" (1945-2023) (Non in uso)
- Servizio Difesa Installazioni (S.D.I.) (2006-2013) 3º Reggimento "San Marco" (2013-2023) (Non in uso)

#### Aeronautica Militare
(ceruleo):
- Vigilanza Aeronautica Militare (V.A.M.) (1958-2004)
- Supporto Operativo e Difesa Terrestre (S.O.D.T.) (2004-oggi)

 (blu navy): 16º Stormo "Protezione delle Forze" (Fucilieri dell'Aria) della 1ª Brigata Aerea "Operazioni Speciali" (2004-oggi)
 (kaki): 17º Stormo Incursori della 1ª Brigata Aerea "Operazioni Speciali"

#### Carabinieri
(blu turchino):
- reparti corazzati dell'Arma dei Carabinieri (1953-oggi)
- reparti mobili (Battaglioni e Nuclei autocarrati) dell'Arma dei Carabinieri (1956-oggi)
- Arma dei Carabinieri (1968-oggi)

 (amaranto):
- 1º Reggimento Carabinieri paracadutisti "Tuscania" della 2ª Brigata Mobile Carabinieri (1968-oggi)
- Gruppo di Intervento Speciale (G.I.S.) della 2ª Brigata Mobile Carabinieri (1978-oggi)

 (nero):
- 7º Reggimento Carabinieri "Trentino-Alto Adige" della 2ª Brigata Mobile Carabinieri (1976-oggi)
- 13º Reggimento Carabinieri "Friuli Venezia Giulia" della 2ª Brigata Mobile Carabinieri (1976-oggi)

 (rosso):
- Squadrone Eliportato Carabinieri Cacciatori "Calabria" (1991-oggi)
- Squadrone Eliportato Carabinieri Cacciatori "Sardegna" (1993-oggi)
- Squadrone Eliportato Carabinieri Cacciatori "Sicilia" (2017-oggi)
- Squadrone Eliportato Carabinieri Cacciatori "Puglia" (2018-oggi)

 (verde foresta):
- reparti del Comando Carabinieri per la Tutela Forestale del Comando Unità Forestali, Ambientali e Agroalimentari (2016-oggi)

#### Altri Corpi Armati dello Stato
(grigio): Corpo Forestale dello Stato (1968-2016)
 (grigio): Guardia di Finanza (1968-2011)
 (grigio scuro): Guardia di Finanza (2011-oggi)
 (verde foresta): AntiTerrorismo - Pronto Impiego (A.T.P.I.) (1977-oggi) e Istruttori di Tiro (AGT, ITO, ICTO) della Guardia di Finanza
 (blu notte): Polizia di Stato
 (amaranto): Polizia di Stato NOCS Polizia Penitenziaria (GOM Gruppi Operativi Mobili) (dal 2024)
 (azzurro) Polizia Penitenziaria

#### Corpi ausiliari, speciali e volontari
(cachi):
- Corpo militare volontario della Croce Rossa Italiana (C.M.-C.R.I.) (1945-1968)
- Corpo delle infermiere volontarie della Croce Rossa Italiana (II.VV.-C.R.I.) (1945-1968)
- Corpo militare dell'Associazione dei Cavalieri Italiani del Sovrano Militare Ordine di Malta (C.M.-S.M.O.M.) (1945-1968)
- Corpo delle infermiere volontarie dell'Associazione dei Cavalieri Italiani del Sovrano Militare Ordine di Malta (II.VV.-S.M.O.M.) (1952-1968)
- Ordinariato militare per l'Italia (O.M.I.) (1945-1968), i Cappellani Militari indossano il basco del reparto a cui sono aggregati

 (nero):
- Corpo militare volontario della Croce Rossa Italiana (C.M.-C.R.I.) (1968-oggi)
- Corpo delle infermiere volontarie della Croce Rossa Italiana (II.VV.-C.R.I.) (1968-2022)
- Corpo militare dell'Associazione dei Cavalieri Italiani del Sovrano Militare Ordine di Malta (C.M.-S.M.O.M.) (1968-oggi)
- Corpo delle infermiere volontarie dell'Associazione dei Cavalieri Italiani del Sovrano Militare Ordine di Malta (II.VV.-S.M.O.M.) (1968-oggi)
- Ordinariato militare per l'Italia (O.M.I.) (1968-oggi), i Cappellani Militari indossano il basco del reparto a cui sono aggregati

 (blu scuro):
- Corpo delle infermiere volontarie della Croce Rossa Italiana (II.VV.-C.R.I.) (2022-oggi)

#### Organizzazioni Internazionali
(celeste): Forze Armate, Forze dell'Ordine e Corpi Ausiliari, Speciali e Volontari Italiani aggregati alle Missioni dell'O.N.U. (Caschi Blu) (1948-oggi)
 (blu reale): Forze Armate, Forze dell'Ordine e Corpi Ausiliari, Speciali e Volontari Italiani aggregati all'U.E.O. (1948-2011)
 (giallo): Forze Armate, Forze dell'Ordine e Corpi Ausiliari, Speciali e Volontari Italiani aggregati all'O.S.C.E. (1973-oggi)
 (arancione): Forze Armate, Forze dell'Ordine e Corpi Ausiliari, Speciali e Volontari Italiani aggregati alla M.F.O. (1982-oggi)
 (blu): Forze dell'Ordine Italiane aggregate all'E.G.F. - Eurogendfor (2004-oggi)

#### Altri Corpi
(rosso): Croce Rossa Italiana (C.R.I.)
 (rosso): Corpo Italiano di Soccorso dell'Ordine di Malta (C.I.S.O.M.)
 (azzurro): City Angels
 (giallo): Servizio Vigilanza Ambientale (S.V.A.) di Legambiente
 (blu navy): Agenzia delle dogane e dei monopoli

### Paesi Baschi
I terroristi dell'ETA indossano il tradizionale basco nero sopra il cappuccio, che li mantiene in incognito, durante le apparizioni in pubblico. Le forze di sicurezza basche dell'Ertzaintza indossano invece un basco rosso.

### Paesi Bassi
Nei Paesi Bassi, il basco è indossato "all'inglese", vale a dire con il distintivo d'arma a sinistra.
Marina Militare Reale

 (blu notte) Fanteria di Marina, l’emblema è un'ancora dorata su un quadrato rosso (con tenuta da combattimento un'ancora nera viene indossata)
 (verde erba) Forze speciali del Fanteria di Marina, l’emblema è un'ancora dorata su un quadrato rosso
  (blu scuro) Guardiani della Marina Militare Reale, l’emblema è un'ancora d'argento su un quadrato blu
  (blu scuro) Altro personale della Marina Militare Reale, l’emblema è un'ancora dorata o d'argento su un quadrato nero
Esercito Reale
Nell’esercito il colore del basco e l’emblemi oro o argento su sfondo (pezzo rettangolare di lino o velluto (ufficiali)) colorato diversi distinguono ulteriormente tra armi e unità (non c'è nessun emblema indossato sul basco con tenuta da combattimento)
 (verde erba) Forze Speciali dell’Esercito
  (rosso bordeaux) 11. Brigata aeromobile
  (nero) Truppa di Carro armato da combattimento e Truppa di Ricognizione blindata 
 (blu scuro) 1. Corpo d'armata Tedesco-Olandese
 (blu-verde (‘petrol’)) (dal 2005) altro personale della dell'Esercito Reale dei Paesi Bassi
 (marrone) è stato sostituito nel 2005 da basco blu-verde (‘petrol’). Ora solo indossato da veterani, unità studentesche universitario di riserva e qualche volta con l'uniforme del servizio
Aeronautica Militare Reale

 (blu-grigio). L'emblema è un'aquila coronata in una corona d’alloro d’oro. Uomini, graduati e sottufficiali indossano una corona d’alloro mezza, gli ufficiali una corona d’alloro piena.
Polizia Militare Reale

 (blu scuro), è stato indossato fino al 1998.
 (blu reale), è stato indossato dal 1998. L'emblema è una granata infiammata. Gli Uomini e graduati non indossano una corona d’alloro sull'emblema, gli sottufficiali indossano una corona d’alloro mezza e gli ufficiali una corona d’alloro piena.
Organizzazioni Internazionali

 (celeste) truppe dei Paesi Bassi aggregate a Missioni della ONU (Caschi Blu)
  (rosso mattone) truppe dei Paesi Bassi aggregate alla MFO
 (blu reale) truppe dei Paesi Bassi aggregate alla UEO
  (giallo) truppe dei Paesi Bassi che lavorano per l'OSCE
Polizia

 (blu fiordaliso) con l'emblema della polizia d'oro. Indossato da unità speciali di polizia destinate a compiti ad alto rischio, come operazioni anti-terrorismo, salvataggio di ostaggi ((NL) “arrestatieteams”).
Galleria fotografica con baschi dei Paesi Bassi

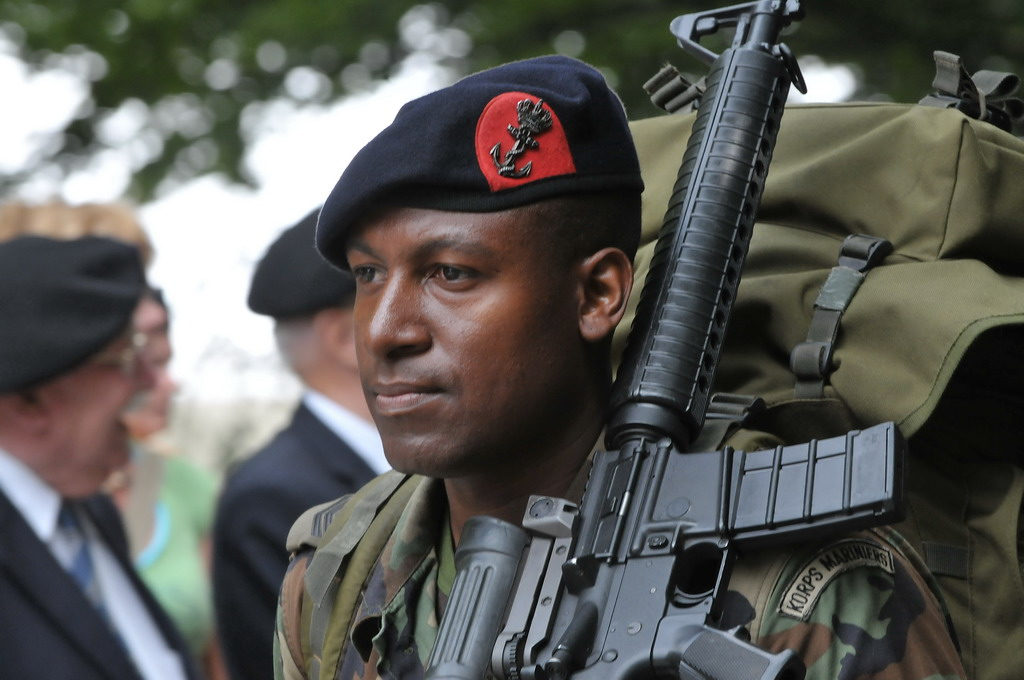
Fuciliere di Marina in tenuta da combattimento indossa il basco con ancora nera
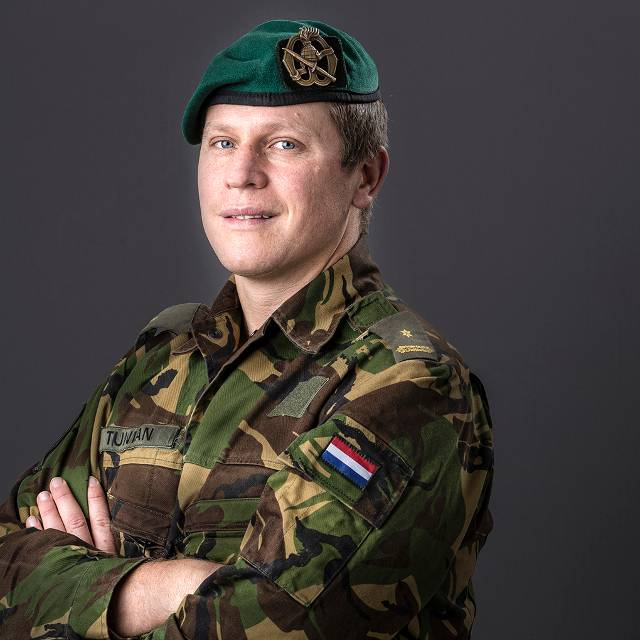
Maggiore Gijs Tuinman RMWO con basco verde delle Forze Speciali dell’Esercito
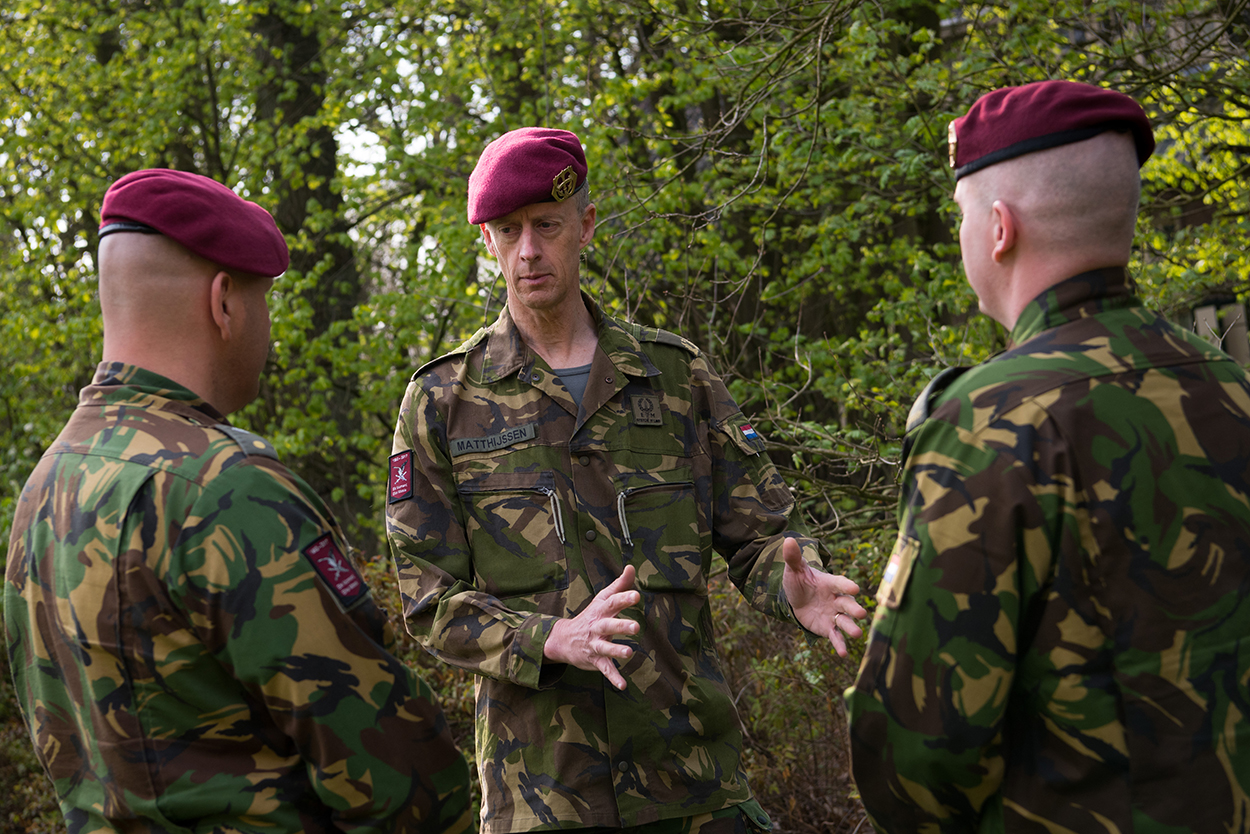
3 Soldati indossa basci rossi dell’11. Brigata aeromobile
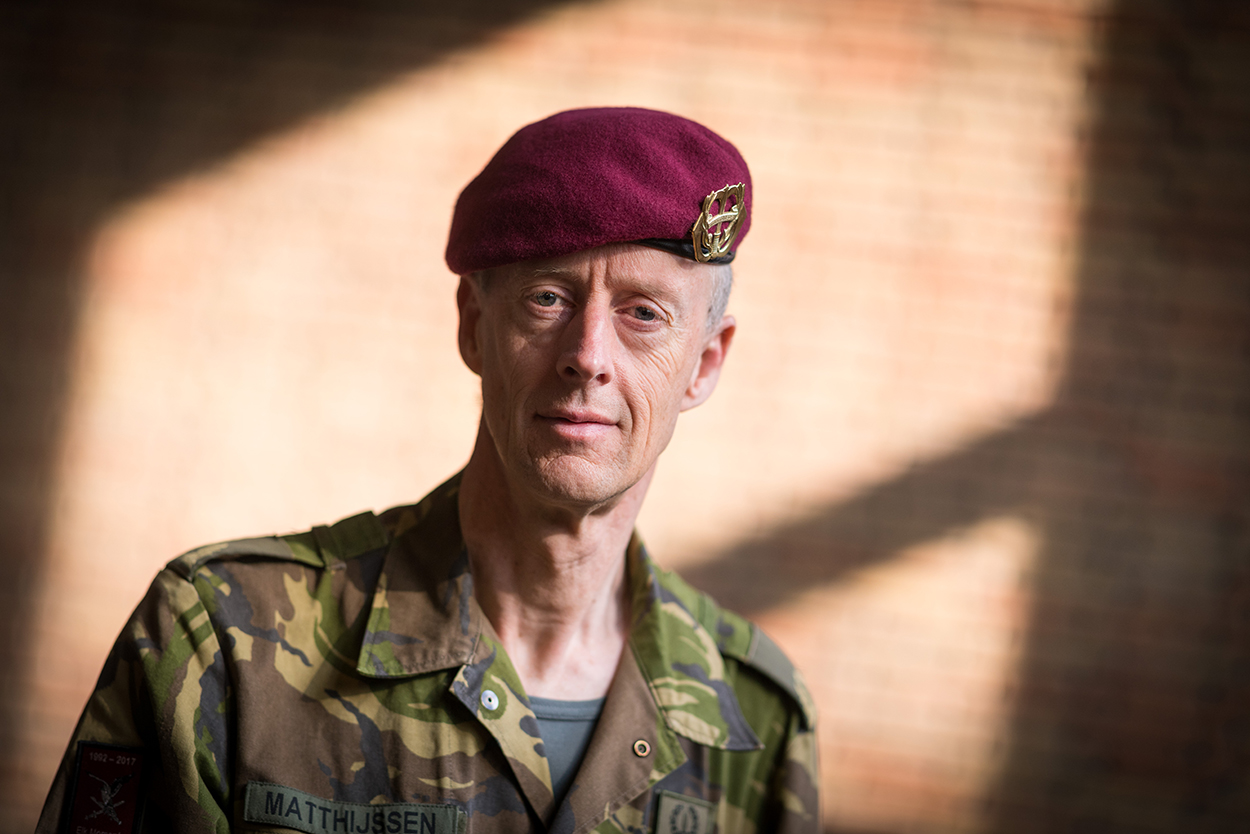
Generale di brigata Kees Matthijssen con basco rosso con emblema di reggimento truppe d'assalto “Principe Bernardo”
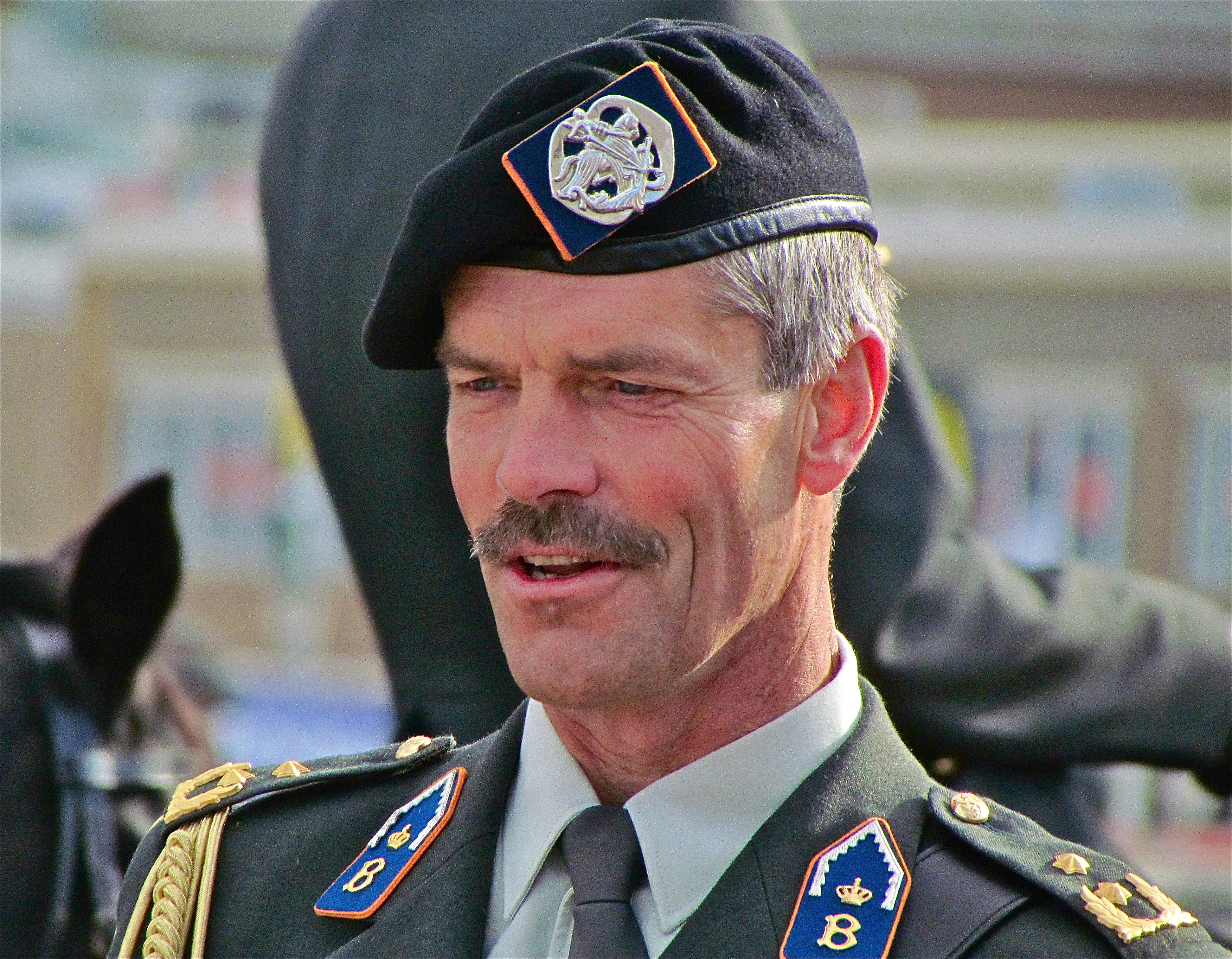
Maggior generale Henk Morssink con basco nero del reggimento ussaro “Principe d'Arancio”
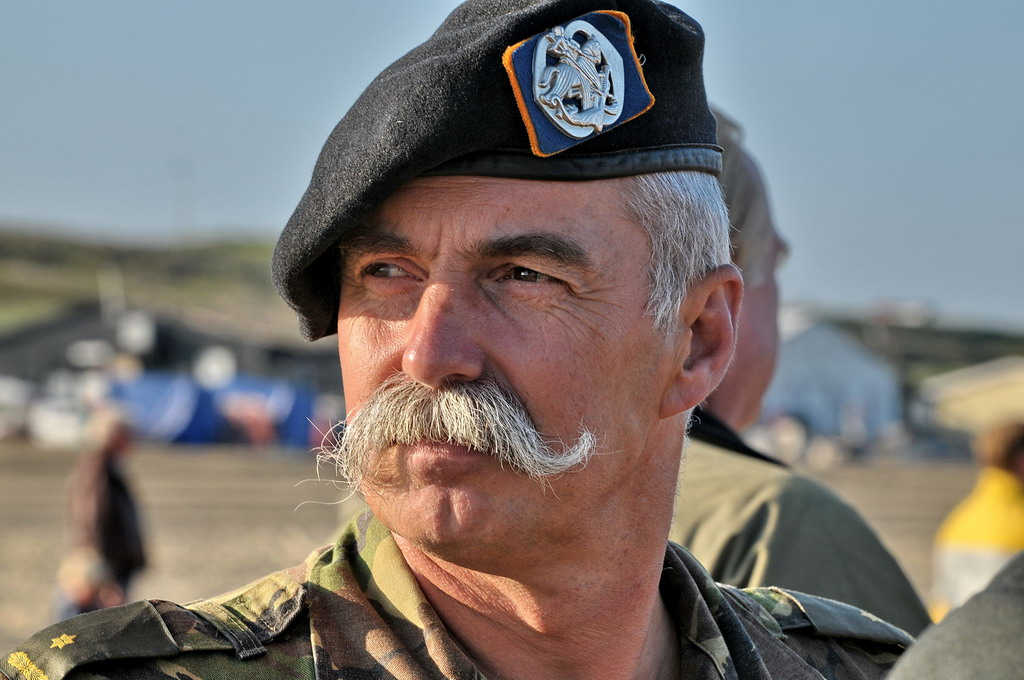
Maggiore con basco nero del reggimento ussaro “Principe d'Arancio”
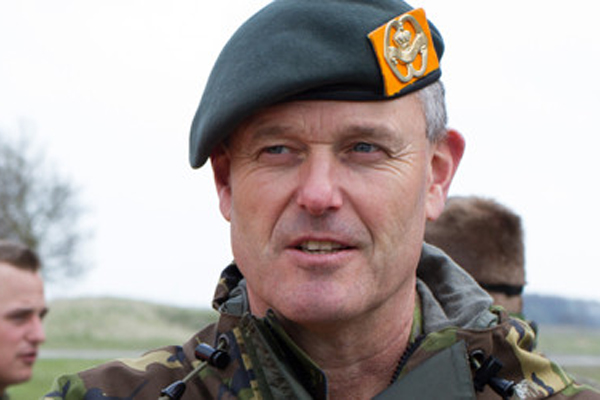
Maggior generale Hans van der Louw con basco blu-verde (‘petrol’) con emblema del reggimento di guardia fucilieri “Principessa Irene”
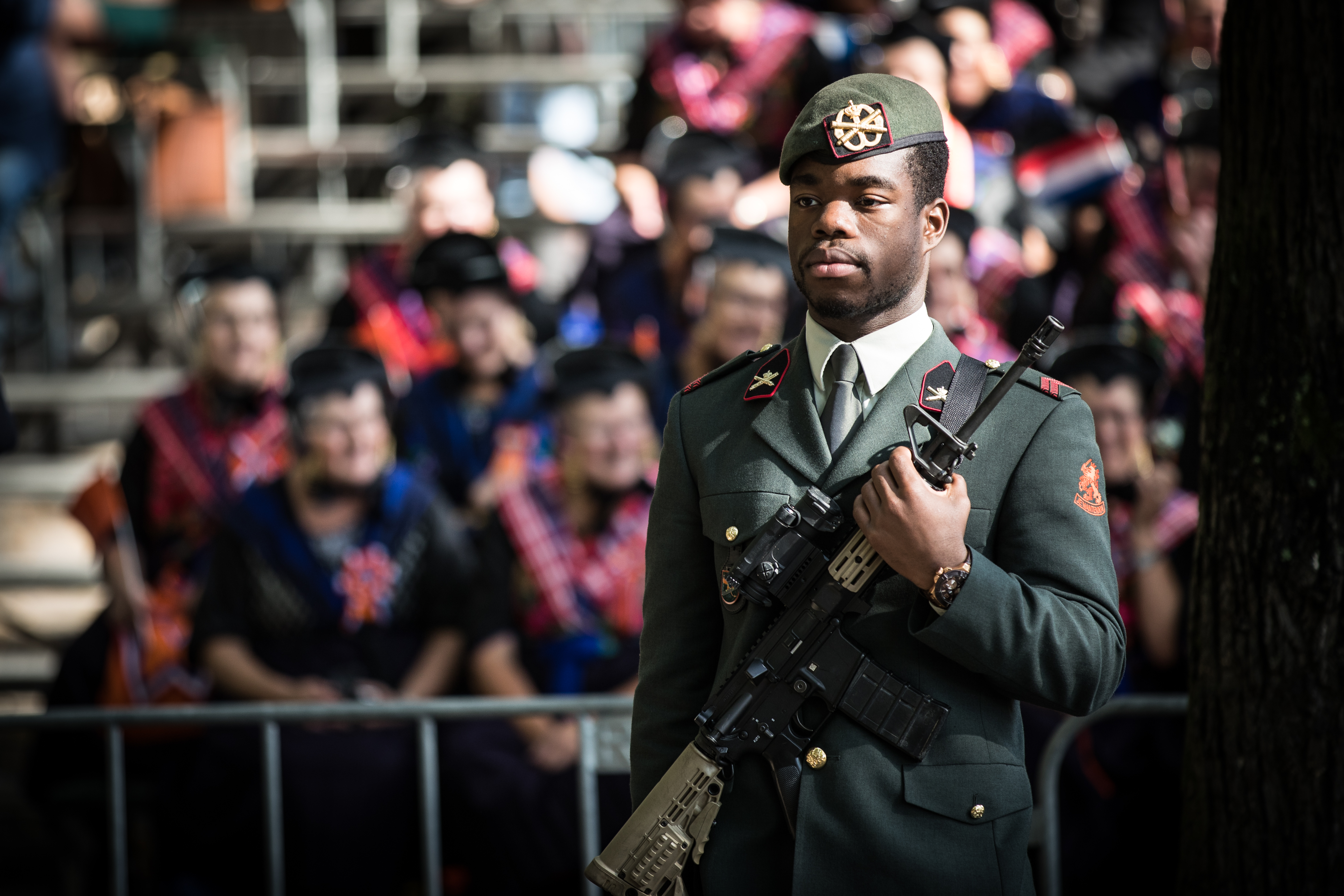
Artigliere che indossa il basco marrone con emblema dell'arma artiglieria
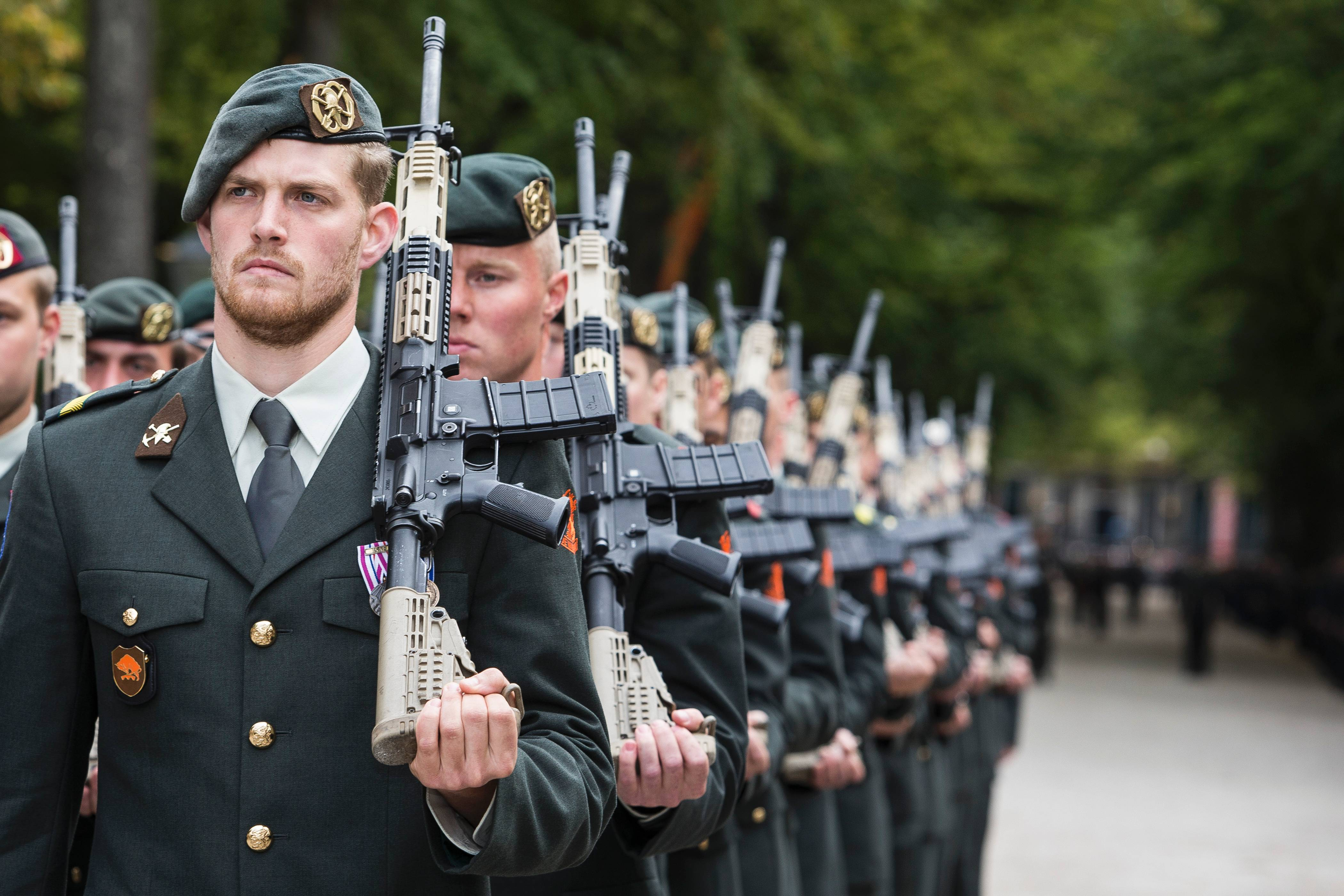
Soldati indossano baschi marrone con l'emblema dei pionieri (Genio militare)
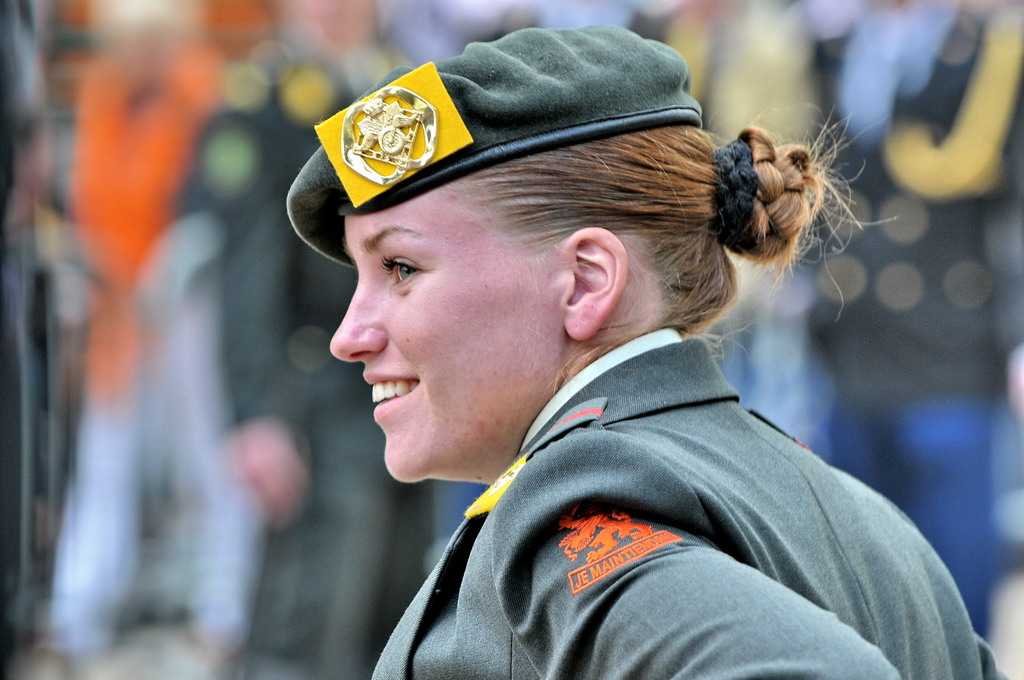
Soldato indossa il basco marrone con emblema dell'arma Trasporti e Materiali
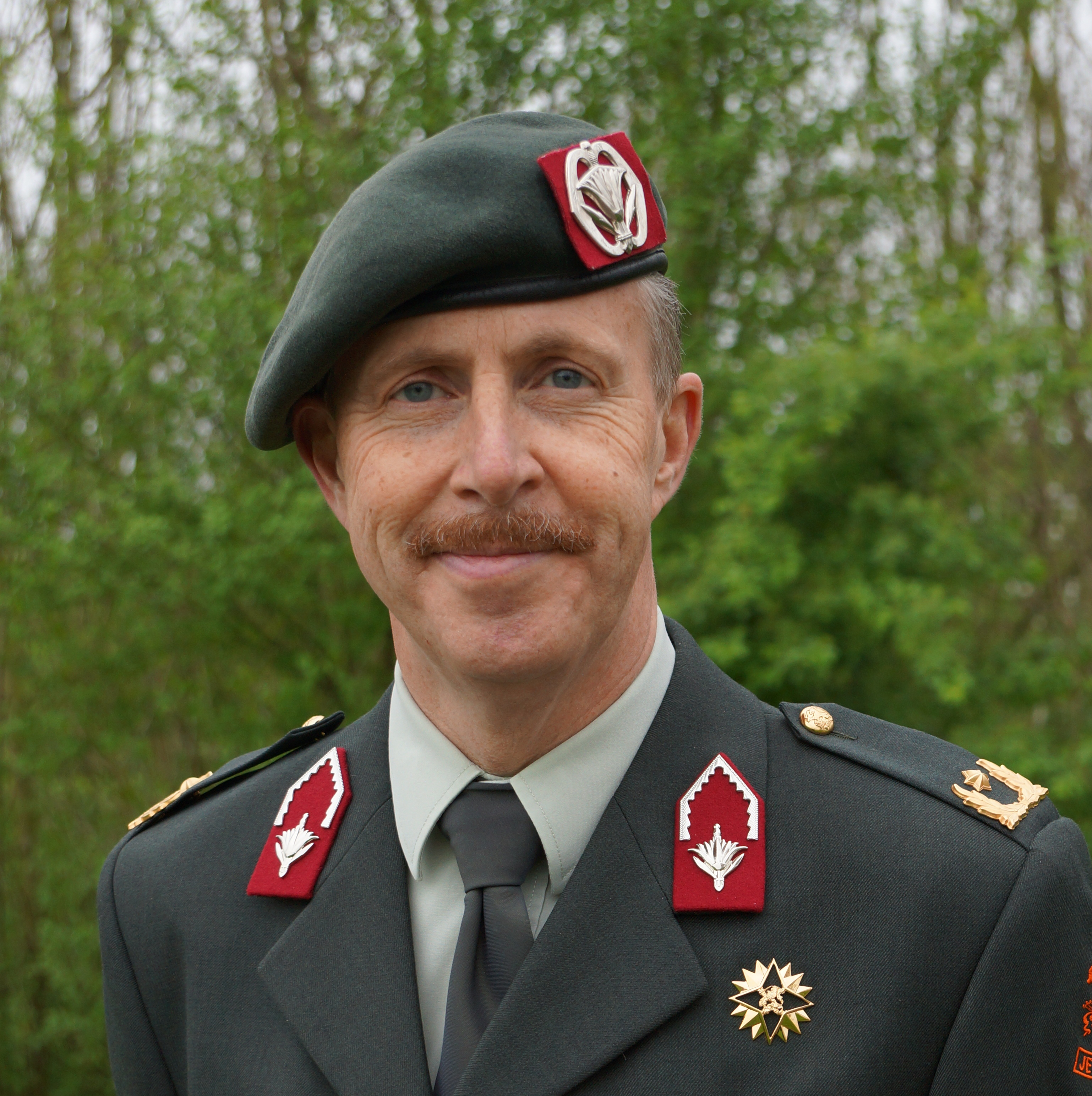
Generale di brigata Henk Damen con basco marrone con emblema dell'amministrazione militare
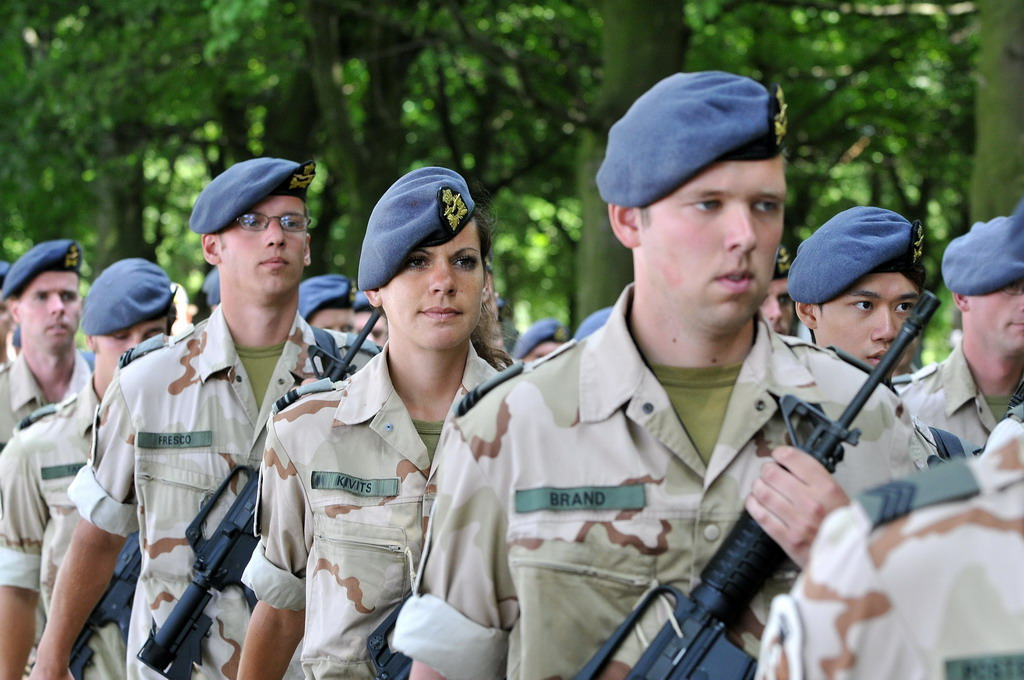
Soldati dell'Aeronautica Militare Reale indossano baschi blu-grigi
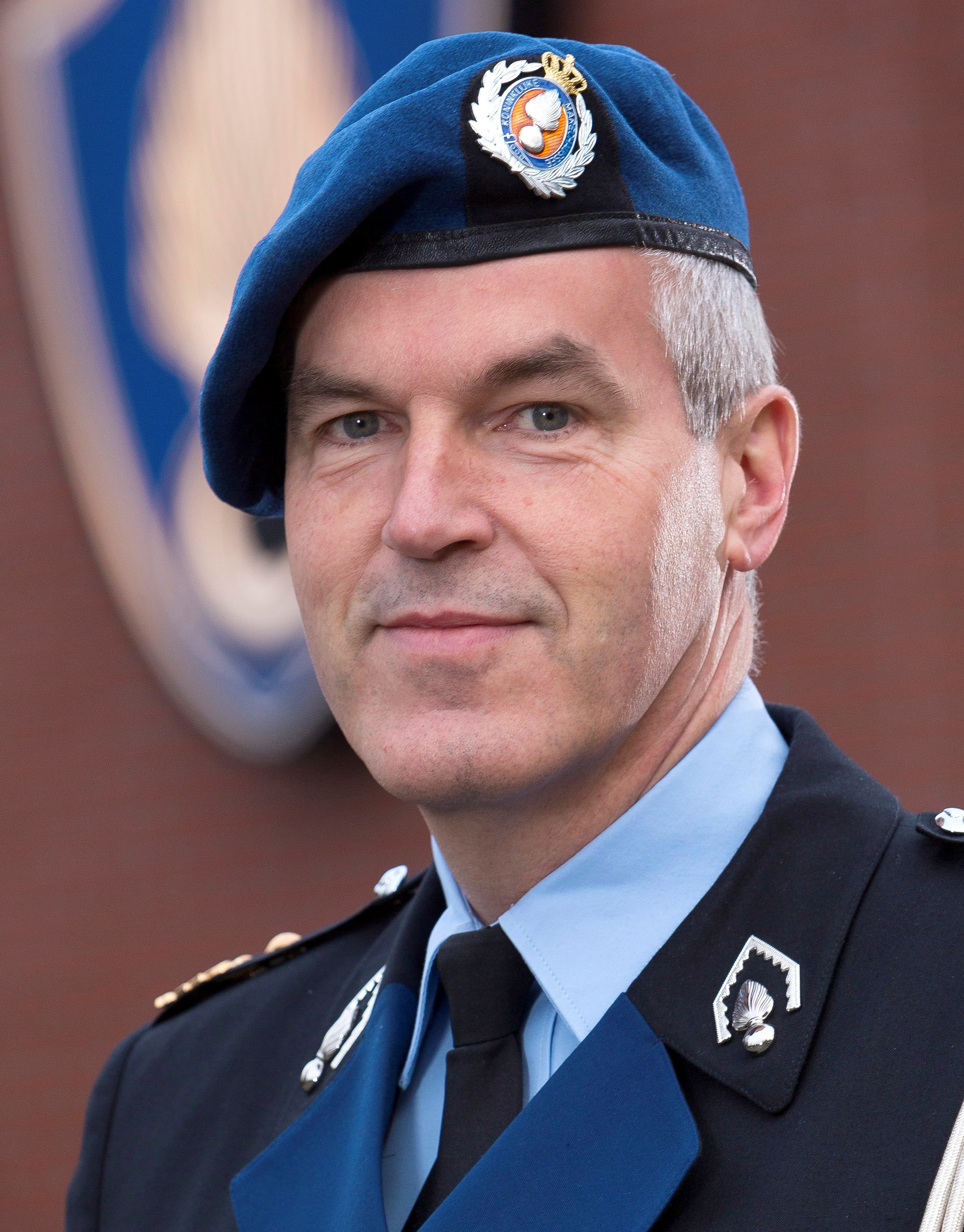
Tenente generale Harry van den Brink, Comandante del Polizia Militare Reale dei Paesi Bassi con basco blu (2015)
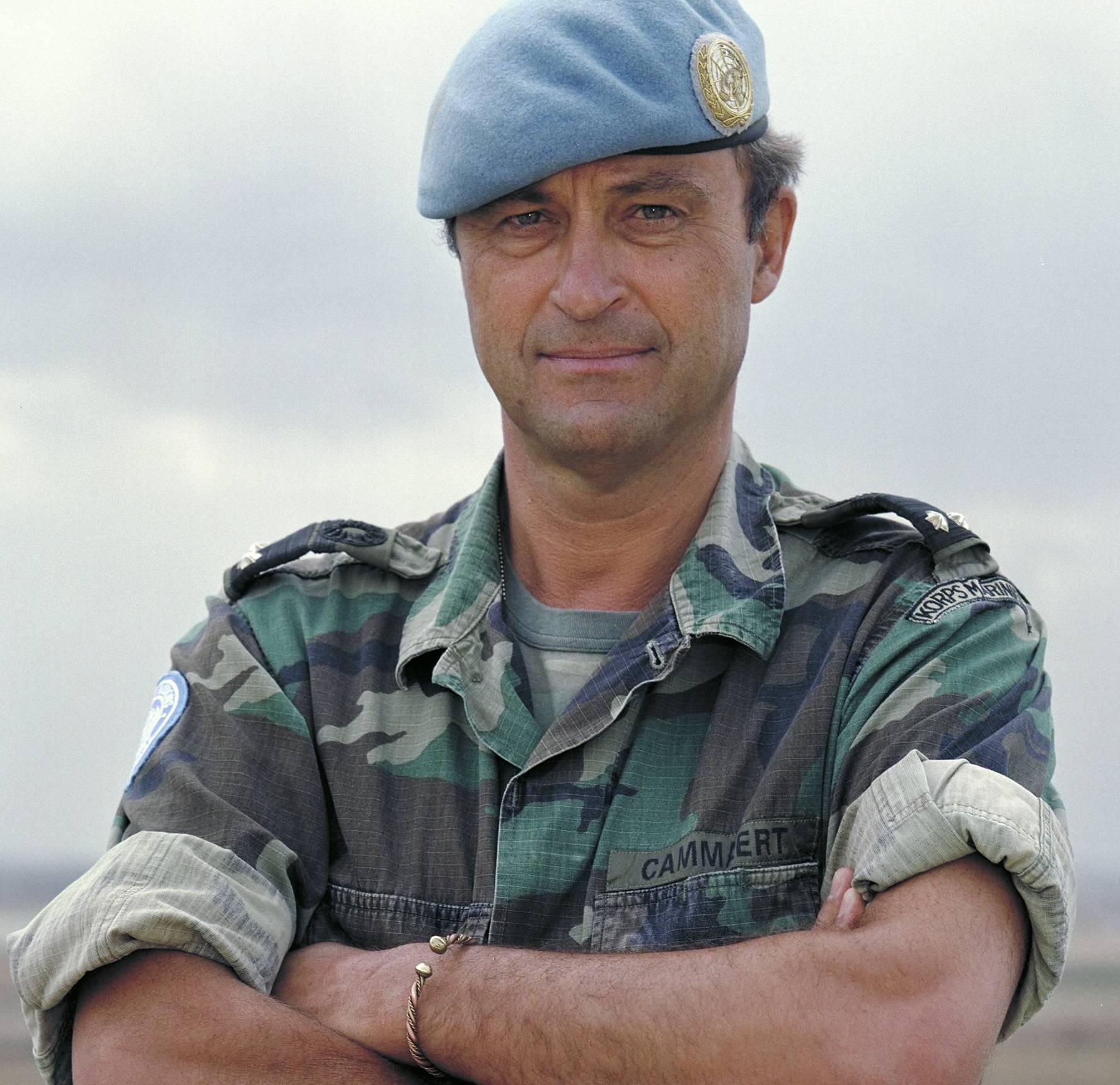
Maggior generale dei Fanteria di Marina Patrick Cammaert con berretto blu dall'ONU

### Repubblica Ceca
Generico esercito
 Protezione civile
 Brigata schieramento rapido, Forze speciali
 Truppe da ricognizione
 Logistica e Sanità Militare
 Polizia militare
 Aeronautica

### Spagna

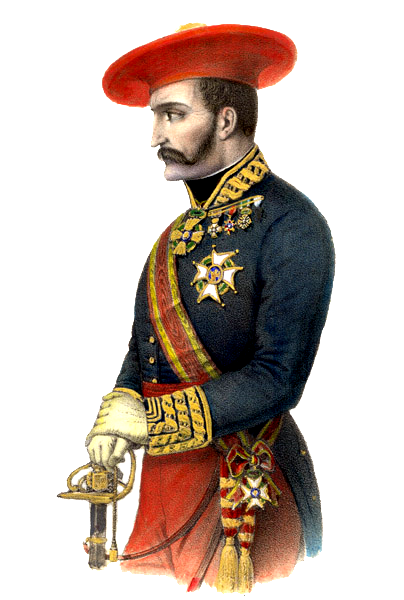
Tomás de Zumalacárregui, condottiero carlista basco della seconda guerra carlista

I requeté, le truppe carliste che lottarono nella guerra di successione, indossarono un basco rosso con un ponpon dorato o una nappa dorata.
Molti corpi dell'esercito spagnolo hanno in dotazione il basco, tranne l'estinta Guardia Mora.
 : Generico Esercito di Terra
 : Reggimento di Montagna, Aeronautica, Gruppo di Operazioni Speciali, Squadrone dei Zappatori paracadutisti, Unità Speciale di Guerra Navale della Marina Spagnola, Legione Spagnola (uniforme di servizio), Sciatori Scalatori, Brigata dei Cacciatori di Montagna, Guastatori, Guardia Civile (Gruppo di Azione Rapida, Assistenti Sommozzatori, Polizia Militare)
 : Forze Speciali, Accademia Generale dell'Esercito, Polizia Forale (Navarra), Ertzaintza (Paesi Baschi), Gruppo Operazioni Speciali del Corpo Nazionale di Polizia
: Truppa Corazzata, Marina, Aeronautica, VI Brigata Paracadutisti «Almogávares» (BRIPAC), Legione Spagnola, Corpo di Polizia Nazionale (1982-1986), Corpo Nazionale di Polizia, Artificieri del Corpo Nazionale di Polizia, Reggimento di Cavalleria, Fanteria, Mossos d'Esquadra (polizia catalana), Guardia Civile (Aggruppamento di Riserva e Sicurezza)
 : Guardia Reale, Guardia Civile (Motociclisti di Traffico di Scorta del Re, Uniforme di gala della Casa Reale), Fanteria di Marina, Forze Aeromobili dell'Esercito di Terra, 
: Regulares (Ceuta e Melilla), Comando di Sostegno Logistico dell'Esercito, Comando di Addestramento e Dottrina, Artiglieria, Quartier Generale dell'Esercito Spagnolo, Esercito di Terra
 : Unità Militare Emergenze
 : Comando Congiunto di Cyberdifesa
 :  Esercito di Terra (in epoca franchista), Polizia Militare, Corpo di Polizia Nazionale (1979-1982)
 : Reggimento della Guardia del Generalissimo (uniforme cerimoniale, 1949-1975)
 : Gruppi Operazioni Speciali di Sicurezza del Corpo di Polizia Nazionale, Reggimento "Inmemorial del Rey" N°1 (uniforme di servizio), Comando Trasmissioni dell'Esercito Spagnolo (MATRANS)
 : VII Brigata di Fanteria Leggera «Galicia»
 : XVI Brigata di Fanteria Leggera «Canarias»

### Regno Unito
I primi approcci dell'esercito britannico con il basco risalgono al 1918, quando, durante la prima guerra mondiale, sul fronte francese, il Royal Tank Regiment combatteva a fianco degli Chasseurs Alpins, i quali indossavano già tale copricapo. Il generale sir Hugh Elles pensò che esso potesse esser utilizzato, data la praticità, dai suoi carristi. Il primitivo basco venne poi modificato, rendendolo simile al berretto tam o'shanter, ed entrò ufficialmente in servizio nel marzo 1924.
Attualmente tutti i corpi dell'esercito britannico hanno in dotazione il basco, con la sola eccezione del Royal Regiment of Scotland, che indossa il Tam o'shanter, e del Royal Irish Regiment, che indossa il Caubeen.
Fanteria, Foot Guards, Honourable Artillery Company
Royal Tank Regiment
Royal Gurkha Rifles, The Rifles
Paracadutisti
Special Air Service
Royal Military Police
Army Air Corps
Intelligence militare

### Russia
Paracadutisti
Fanteria di marina
 Guardia Nazionale
 Protezione civile
 Polizia Federale
 Truppe di Frontiera

## Il basco fuori dall'uso militare

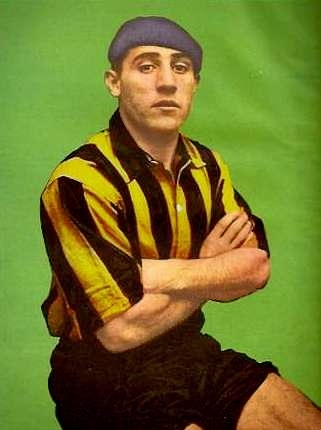
Severino Varela calciatore uruguayano giocava sempre col basco

Il basco è, anche se in minima parte, utilizzato al di fuori del campo militare. Molte persone anziane indossano baschi di solito di un colore solo; ma è anche utilizzato dai giovani, spesso ruotato a 20°. È compreso anche nella uniforme ufficiale della FSE (federazione scout d'Europa). Il basco civile ha spesso un abbellimento, detto purillo, una sorta di "picciuolo" posto al centro del copricapo che è il capo finale del filato con cui si è prodotta la maglia poi infeltrita con un procedimento simile alla lana cotta. Talvolta, per sineddoche, viene gergalmente chiamato lo stesso basco con questo nome. Severino Varela, uno dei più prolifici attaccanti sudamericani degli anni trenta e quaranta, giocava spesso indossando un basco.